# 公子成 (楚国)
公子成（？—？），春秋时期楚国的左司马。
前585年（周简王元年、鲁成公六年、晋景公十五年、楚共王六年、蔡景侯七年）楚国公子申、公子成带领申地、息地的军队去救援蔡国，在桑隧抵抗晋军。赵同、赵括想要出战，向栾武子请求，栾武子打算答应。被知庄子、文子、韩献子劝阻。前582年（周简王四年、鲁成公九年、楚共王九年、郑成公三年）郑成公和公子成在邓地相会。前575年（周简王十一年、鲁成公十六年、晋厉公六年、楚共王十六年、郑成公十年）春季，楚共王从武城派公子成用汝阴田土求和於郑国。郑国背叛晋国，子驷在武城结盟。前574年（周简王十二年、鲁成公十七年、楚共王十七年、郑成公十一年）五月，郑国太子髡顽和侯卻獳到楚国作人质，楚国公子成、公子寅戍守在郑国。前558年（周灵王十四年、鲁襄公十五年、楚康王二年）楚国公子午做令尹，公子罢戎做右尹，蒍子冯做大司马，公子橐師做右司马，公子成做左司马，屈到做莫敖，公子追舒做箴尹，屈荡做连尹，养由基做宫厩尹。